# Natural Environment Research Council
Le Natural Environment Research Council (NERC) est une des composantes du Research Councils UK (en) qui soutient les activités de recherche, de formation et de transfert des connaissances dans le domaine des sciences de l'environnement.

## Histoire
Le NERC a débuté ses activités en 1965 lorsque plusieurs organisations de recherche dans le domaine de l'environnement (principalement géographiques), dont le UK Nature Conservancy, furent regroupées sous la même organisation. Lorsque la plupart des conseils de recherche furent réorganisés en 1994, le NERC vit s'ajouter de nouvelles responsabilités : observation de la Terre et archéologie développée scientifique. La collaboration entre les conseils de recherche s'est intensifiée en 2002 lors de la création de Research Councils UK.
Les présidents successifs du NERC sont :
- Oliver Graham Sutton (1965-1970)[2].
- Professeur John Krebs, Baron Krebs 1994-1999
- John Lawton 1999-2005
- Professeur Alan Thorpe 2005–2011
- Dr Steven Wilson (par intérim) 2011-2012
- Professeur Duncan Wingham 2012-

## Mission et financement
La mission du NERC est de développer les sciences de l'environnement en menant ou soutenant :
- des recherches ;
- la formation postdoctorale ;
- le développement et l'exploitation de ces connaissances et technologie ;
- l'échange de connaissances ;
- la diffusion des connaissances.

La NERC est principalement financée par le département des entreprises, de l'énergie et de la stratégie industrielle, mais bénéficie également du soutien d'autres ministères. Une grande partie de la recherche est aussi cofinancée par des partenaires des secteurs privés et publics.
Le conseil soutient :
- 3 000 scientifiques et 1000 doctorants ;
- 1 000 projets de recherche et 60 programmes britanniques ou internationaux ;
- 55 universités et 20 instituts de recherche ;
- Une capacité de recherche du Royaume-Uni comprenant quatre navires, sept aéronefs, six stations polaires, six centres de données et 32 installations de recherche communautaires.

## Référence
1. ↑  (en) « Minister sets the new course for science », The Times, Londres, Times Newspapers,‎ 12 décembre 1964, p. 12.
2. ↑  (en) « Sutton, Sir Oliver Graham », The National Library of Wales (consulté le 10 décembre 2018).
3. ↑  (en) « Vision and purpose », About US, NERC (consulté le 10 décembre 2018).
4. ↑  (en) « Facts and figures », About US, NERC (consulté le 10 décembre 2018).

- VIAF
- ISNI
- LCCN
- GND
- Israël
- Tchéquie
- WorldCat